# Польское общество спортивной медицины
Польское общество спортивной медицины (пол. Polskie Towarzystwo Medycyny Sportowej) — польское научное общество, основанное в 1937 году. До 1961 года носило название Ассоциация спортивных врачей (пол. Stowarzyszenie Lekarzy Sportowych).
Согласно Уставу, целью Общества является стимулирование научных исследований и распространение знаний; взаимодействие в повышении профессиональных навыков; оказание членам Общества помощи в их научной, профессиональной и образовательной деятельности.
В состав Общества входят 8 территориальных филиалов и секция травматологии и спортивной реабилитации.
Общество является партнёром и членом ряда профильных международных организаций, в том числе Европейской федерации ассоциаций спортивной медицины (англ. European Federation of Sports Medicine Associations).
Председателем Общества является доктор наук Andrzej Bugajski.